# Belgium világörökségi helyszínei
Belgium területéről eddig tizenhat helyszín került fel a világörökségi listára, tizenöt helyszín a javaslati listán várakozik a felvételre.
| | Flamand beginaudvarok: Brugge, Leuven, Lier, Gent, Hoogstraten |
| Felvétel: 1998 |                                                                |
| Kulturális (II)(III)(IV) |                                                                |
| Hivatkozás: 855, védett terület: 59,95 ha |                                                                |
| A flamand beginaudvarok vagy más néven beginázsok a Németalföldre jellemző vallásos közösségek, a beginák lakhelyei voltak a középkorban. Az apácáktól vagy más szerzetesrendektől eltérően a beginák nem éltek a világtól elzárt közösségekben, hanem egy városon belül építették fel szállásaikat. Idővel mégis saját városrészeket alakítottak ki maguknak, ahol jellegzetes lakóházaik, boltjaik vagy műhelyeik, kórházaik és templomaik épültek fel. A világörökségi helyszínhez 13 flandriai létesítmény tartozik amelyekben a 13. század kezdetétől éltek munkának és imádságnak szentelve magukat. Számos beginaudvar posztó, csipke és egyéb áruk előállítása révén gazdaságilag független lehetett. Sokszor telepedtek le kórházak közelében és részt vállaltak a betegek ellátásában is. Az egyik legszebb beginaudvar ami már 1245-ben megkezdte működését Brugge városában található. A hivatalos egyház sokszor ellenségesen viszonyult a begina közösségekhez, eretnekséggel vádolta őket és időnként be is tiltotta működésüket. |                                                                |

| | Le Canal du Centre négy hajóemelője |
| Felvétel: 1998 |                                     |
| Kulturális (III)(IV) |                                     |
| Hivatkozás: 856, védett terület: 67,34 ha, pufferzóna: 538,81 ha |                                     |
| A Le Canal du Centre négy hajóemelője a belga Hainaut tartományban, La Louvière és Le Rœulx környékén találhatók. A régi Canal du Centre 7 km-es szakaszán helyezkednek el, amely a Maas folyó völgyét a Schelde folyóval és az Északi-tengerrel köti össze. Ezen a szakaszon a két folyó között a szintkülönbség összesen 66,2 méter. Ennek áthidalására 4 hajóemelőt építettek a 19. század végén: a 15,4 m-es liftet Houdeng-Goegnies környékén 1888-ban adták át, a másik három hajóemelő, mindegyik 16,93 méter magas, 1917-ben nyílt meg. A hajdani létfontosság szállítócsatornán ma is működő hajóemelők a 19. századi Európa mérnöki remekművei a csatornaépítések hőskorából. Lényegében két mozgatható részből állnak, amelyeket egy-egy hidraulikus nyomókamra mozgat. Amikor az egyik kamra vízszintje magasan áll a másik alacsonyabb és ahogy az egyik süllyed a másik emelkedik. A főleg szénszállításra használt csatornán az első liftet II. Lipót király jelenlétében nyitották meg, építésüket először az áradások, később az I. világháború kitörése akadályozta. |                                     |

| | Grand-Place (Brüsszel) |
| Felvétel: 1998 |                        |
| Kulturális (II)(IV) |                        |
| Hivatkozás: 857, védett terület: 1,48 ha, pufferzóna: 20,93 ha |                        |
| A Grand-Place a belgiumi Brüsszel városának főtere. A 110 méter hosszú és 68 méter széles tér Európa egyik legszebb építészeti együttese. A főtéren található a városháza épülete, amelyet a céhek épületei vesznek körbe, mint például a Broodhuis (holland, franciául: Maison du Roi), a kenyérsütők céhének épülete, ma a városi múzeum. A tér, Brüsszel egyik legfontosabb turisztikai látnivalója, az óváros középpontja. Homogén épületegyüttese hangsúlyozza a fontos politikai és kereskedelmi központ szerepét betöltő város jelentőségét. A település vezetését a 15. században a céhek vették át, ezután épültek meg a tér körüli palotáik. A fő helyen áll a hét emelet magas városháza. A ma is látható épületek egy része a 17. századból származik. A teret már a 12. század vége felé is említik a források, de formáját csak több évszázad alatt, átalakítások és bővítések során nyerte el. Utoljára 1695 után végeztek rajta nagyobb átépítéseket. Az épületek között vannak merész homlokzatú barokk paloták, többször egy homlokzattal több palotát is összekapcsoltak. Általában jellemző, hogy a homlokzatokat és bejáratokat mozgalmas jeleneteket ábrázoló díszekkel egészítették ki. |                        |

| | Belgium és Franciaország középkori harangtornyai |
| Belgium és Franciaország közös világörökségi helyszíne |                                                  |
| Felvétel: 1999, kiterjesztés: 2005 |                                                  |
| Kulturális (II)(IV) |                                                  |
| Hivatkozás: 943 |                                                  |
| Franciaországban és Németalföldön az egyre befolyásosabb polgárság a középkorban hivalkodó harangtornyok építésével hirdette hatalmát. A helyi földesurak városi tornyai és az egyház fennhatóságát jelképező templomtornyokkal szemben ezek a városi polgárság egyfajta öntudatát fejezték ki, majd az évszázadok során a kereskedővárosok gazdagságának és befolyásának szimbólumai lettek, a feudalizmus és a kora újkor közti átmenet jelképei. Jelentős tornyok állnak Kortrijk, Mechelen, Antwerpen városokban, Tongerenben és Leuvenben a főtemplomok tornyaiban városi jelzőharangok is vannak, Aalst városházája mellett pedig a 13. század első harmadából való torony áll. Még régebbi Tournai harangtornya, ami 1187-ben épült. 1999-ben Flandria és Vallónia 32 tornya került fel a listára, ezt követte 2005-ben Gembloux harangtornya a Vallon-régióból és a Franciaország északkeleti részében fekvő Nord-Pas-de-Calais és Picardie tartományok 23 harangtornya. |                                                  |

| | Brugge történelmi óvárosa |
| Felvétel: 2000 |                           |
| Kulturális (II)(IV)(VI) |                           |
| Hivatkozás: 996, védett terület: 410 ha, pufferzóna: 168 ha |                           |
| Brugge Európa kiemelkedő látványossága köszönhetően annak, hogy a városközpont a középkor óta alig változott. Ekkor Európa egyik kereskedelmi és kulturális fővárosa volt, rajta keresztül zajlott az Anglia és a kontinens közötti posztókereskedelem jelentős része. A város a 15. században élte fénykorát, amikor a burgundiai hercegek udvara is itt volt, és ekkor váltak a késő gótikus építmények a városkép meghatározó részévé. Ekkor a flamand művészet, miniatúrafestészet és nyomdászat egyik központja is volt. Nem sokkal ezután a Zwin folyó eliszaposodott, ennek következtében a kereskedelem gyorsan hanyatlani kezdett. Az ovális alaprajzú város legfontosabb épületei a patríciusházak, a kereskedők irodaházai, a városháza és Brugge jelképe a posztócsarnok. Csatornahálózata 1600 és 1800 között épült ki. Az óvárost körülvevő régi erődítmények és malmok maradványai ezen csatornák mellett találhatóak. A 19. században letelepült angol arisztokraták nagymértékben hatottak Brugge kulturális életére. 1815 és 1830 között a Egyesült Holland Királyság része volt, 1830-tól tartozik Belgiumhoz. |                           |

| | Neolitikus tűzkőbányák Spiennes-nél |
| Felvétel: 2000 |                                     |
| Kulturális (I)(III)(IV) |                                     |
| Hivatkozás: 1006, védett terület: 172 ha |                                     |
| A belgiumi Mons városától 6 km-re délkeletre lévő Spiennes közelében található Európa legnagyobb újkőkorszaki kovakőbányája, amely mintegy 100 hektár területre terjed ki, és leginkább a neolitikum közepe-vége felé (Kr. e. 4400-3000) volt használatban. A terület, amely Belgium Vallónia régiójában, Hainaut tartományban található, és teljes kiterjedése 172 hektár. A tűzkőbányák Európa legnagyobb ősi bányarendszerét alkotják. A felszín alatti tűzkőbányászat évezredeken keresztül zajlott, eszközeik alapanyagát többféle fejtési módszerrel termelték ki. Az itt élők 5-16 méter mély függőleges járatokat vágtak a kőzetbe és elágazó tárnarendszert építettek ki, amelynek egy részét még nem tárták fel. A bányarendszer közvetlenül kapcsolódott egy településhez, ahol a lakók a pattintott kődarabokból eszközöket, szerszámokat, fegyvereket készítettek, a felesleggel pedig kereskedtek. A bányászat körülbelül az i. e. 8. század közepéig folyt, de a bánya melletti település még a római időkben is létezett. A bányát egy vasútépítés során a 19. században fedezték fel, a régészeti feltárások során a település melletti földtöltések maradványait is megtalálták, amelyeknek funkciója nem egyértelmű. A környéken lévő szántóföldeken kovakődarabok milliói szóródtak szét, ezek ma is láthatók. |                                     |

| | Notre-Dame-székesegyház (Tournai) |
| Felvétel: 2000 |                                   |
| Kulturális (II)(IV) |                                   |
| Hivatkozás: 1009, védett terület: 0,49 ha, pufferzóna: 20,22 ha |                                   |
| A tournai-i Notre Dame-katedrális Belgium egyik műemlék temploma Tournai városában, a Schelde folyó déli partján helyezkedik el. A 12. század első felében elkezdett román-gótikus stílusú katedrálist 1171-ben szentelték fel. A magas, tágas, román stílusú főhajó mellett a kereszthajó már átmenetet képez a gótikába, míg a 13. században újjáépített kórus már tisztán gótikus stílusú. Ez a kórus majdnem olyan hosszú mint a főhajó. A kereszthajó apszisait tornyok fogják közre, ezek és a négyezet tornya a hatalmas épület legfeltűnőbb eleme. A homlokzat szobordíszítése több korból származik, egyes részei a 14. , a 16. és a 17. századra datálhatók. Ószövetségi jeleneteket, szenteket és a város történetének fontosabb eseményeit ábrázolják. A 134 méter hosszú 67 méter széles hatalmas épületen felismerhetőek az Île-de-France, a Rajna-vidék és Normandia építészeti sajátosságai. |                                   |

| | Victor Horta épületei Brüsszelben |
| Felvétel: 2000 |                                   |
| Kulturális (I)(II)(IV) |                                   |
| Hivatkozás: 1005 |                                   |
| Victor Horta épületei Brüsszelben mint a korai, 19. század végi szecesszió jelentős alkotásai kerültek fel a világörökség listájára 2000-ben. Az épületek kiválóan szemléltetik azt az átmenetet ami a 19. és a 20. század fordulóján végbement a művészetben. Az építész az „art nouveau” belsőépítészeti felfogását újszerű változatokban ültette át a gyakorlatba. A négy, építészetileg rendkívül jelentős magánház fő jellemzői a laza elrendezés ahogy az egyes helyiségeket kialakították és berendezték. A házak belső vázának központi része egy felülről megvilágított lépcsőház, az épületeket a nyitott terek és a jó megvilágítás jellemzi. Díszítésük íves vonalvezetése illeszkedik az épületek vasszerkezetéhez. A vas, az acél és az üveg alkalmazása forradalmi újdonságnak számított. Az építész hajdani lakóházában rendezték be a Horta múzeumot. 2013. decemberben a világörökségi helyszínt az UNESCO fokozottan védendő státuszba helyezte. |                                   |

| | Plantin–Moretus Múzeum |
| Felvétel: 2005 |                        |
| Kulturális (I)(III)(IV)(VI) |                        |
| Hivatkozás: 1185, védett terület: 0,23 ha, pufferzóna: 184,1 ha |                        |
| Az antwerpeni Plantin–Moretus Múzeum a két híres nyomdász, Christoffel Plantin és Jan Moretus emlékét őrzi a hajdani Plantin-nyomda épületében. Ez az egyetlen fennmaradt nyomda a reneszánsz és barokk korból. Plantin a 16. század egyik legjelentősebb könyvkiadója és a humanizmus meghatározó alakja volt. Antwerpeni vállalata szorosan kapcsolódik a tipográfia kialakulásához és elterjedéséhez. A nyomdában a 16. század második felében több mint 2450 könyvet adtak ki, évente átlagosan 57 könyv jelent meg. A városban, amely Velence és Párizs mellett az európai nyomdászat harmadik központja volt a 16. század közepén 140 nyomdász, könyvkiadó és kereskedő tevékenykedett. A nyomdában körülbelül nyolcvanan dolgoztak és egészen 1867-ig családi tulajdonban maradt. A nyomdaépület komoly építészeti emlék, a világörökségi helyszínhez ezen kívül hozzá tartozik a különböző korokból származó berendezés, a régi nyomdafelszerelések óriási gyűjteménye, egy könyvtár, értékes műtárgyak (köztük egy Rubens-festmény), lakószobák, műhelyek és körülbelül 15 000 nyomódúc. |                        |

| | Stoclet-ház |
| Felvétel: 2009 |             |
| Kulturális (I)(II) |             |
| Hivatkozás: 1298, védett terület: 0,86 ha, pufferzóna: 25 ha |             |
| A brüsszeli Stoclet-ház 1905 és 1911 között épült Josef Hoffmann osztrák építész tervei alapján. A ház tulajdonosa a gazdag bankár és műpártoló Adolphe Stoclet volt.[1] A ház külső és belső kialakításának harmóniája miatt ezt tartják Hoffman főművének. A tervező gyakorlatilag korlátlan költségvetéssel gazdálkodott és szabad kezet kapott. A ház belső berendezésének értékét jelenleg 30 millió euróra becsülik, ebben olyan világhíres alkotók munkája is benne van mint Gustav Klimt. Az építéshez használt anyagok kiváló minőségűek voltak, a díszítéshez bőségesen alkalmaztak márványt, bronzot, és rezet. A tervező az épületben megvalósíthatta álmát, a vizuális művészetek és az építészet harmonikus ötvözését. Egykori tulajdonosa rajongott az épületért, a házat és a kertet azóta sem alakították át. Az építész és a művészek összehangolt munkájának eredményeként a Stoclet-ház az Art déco és a modernizmus előhírnökének tekinthető. |             |

| | Vallónia főbb bányatelepei |
| Felvétel: 2012 |                            |
| Kulturális (II)(IV) |                            |
| Hivatkozás: 1344, védett terület: 118,07 ha, pufferzóna: 344,7 ha |                            |
| Az örökség négy helyszínt foglal magába, melyek Belgium 19. és 20. századi szénbányászatának legjobban megőrzött helyszínei. A megmaradt számos föld feletti és földalatti ipari emlék bemutatja a kontinens szénbányászatának folyamatát az ipari forradalom egyes szakaszaiban. A bányák a legkorábbiak és a legnagyobbak közé tartoznak Európában. A helyszínhez jelentős építészeti emlékek is tartoznak, például a Grand-Hornu szénbányához tartozó, a munkások számára épített lakóterületek, amelyeket Bruno Renard tervezett a 19. század első felében. Bois-du-Luc helyszínhez is számos 1838 és 1919 között emelt épület tartozik, ez Európa egyik legrégebbi szénbányája, ahol már a 17. században megkezdődött a kitermelés. Vallóniában egykor több száz szénbánya működött, legtöbbjük infrastruktúrája kisebb-nagyobb mértékben megsemmisült. A világörökségi helyszínhez azt a négy bányát választották ki, ahol végigkövethető az egész bányászati folyamat, jelentősek az ipari emlékek, a hozzájuk tartozó települések tervszerűen épültek ki, és amik emléket állítanak jelentősebb eseményeknek, köztük az 1956-os a Bois du Cazier bányában történt katasztrófának. |                            |

| | Le Corbusier építészeti munkái |
| Argentína, Belgium, Franciaország, Németország, India, Japán és Svájc közös világörökségi helyszíne |                                |
| Felvétel: 2016 |                                |
| Kulturális (I)(II)(VI) |                                |
| Hivatkozás: 1321, védett terület: 99 ha, pufferzóna: 1410 ha |                                |
| A világörökségi helyszínhez Le Corbusier 17 épülete tartozik, amelyek hét országban, Argentínában, Belgiumban, Franciaországban, Németországban, Indiában, Japánban és Svájcban találhatók. A kiválasztott épületeket új elgondolások alapján emelték, komoly hatást gyakoroltak távolabbi környezetük építészetére is és globálisan terjesztették a modern mozgalom eszméit. Az 1910-es és az 1960-as évek között épültek, modernizálták az építési technikákat és alkalmazkodtak a 20. századi igényekhez. Néhány épület nem sokkal elkészülése után világhírnévre tett szert, köztük a Villa Savoye a mozgalom egyik jelképe, a Unité d’Habitation a modern lakóházak prototípusa, és a ronchampi Magasságos Miasszonyunk-kápolna az egyházi építészet forradalmi megközelítése miatt. |                                |

| | A Kárpátok és más európai régiók ősbükkösei |
| Albánia, Ausztria, Belgium, Bosznia-Hercegovina, Bulgária, Csehország, Észak-Macedónia, Franciaország, Horvátország, Lengyelország, Németország, Olaszország, Románia, Svájc, Szlovákia, Szlovénia, Spanyolország és Ukrajna közös világörökségi helyszíne |                                             |
| Felvétel: 2007, kiterjesztés: 2011, 2017 (belgiumi helyszínek), 2021 |                                             |
| Természeti (IX) |                                             |
| Hivatkozás: 1133, védett terület: 92 023,24 ha, pufferzóna: 253 815,38 ha |                                             |
| Ez a határokon átnyúló, többször kiterjesztett helyszín Európa legnagyobb kiterjedésű ősbükköse, jelenleg 18 ország közös világörökségi helyszíne és összesen 94 védett területből áll. Kezdetben az Északkeleti-Kárpátok déli lejtőin, Szlovákia keleti részén és Ukrajnában található védett területhez összesen 10 természetvédelmi körzet tartozott, ezek közül hat Ukrajnában négy pedig Szlovákiában található. Ezek a védett területek egy 185 kilométer hosszú tengelyen fekszenek, tengerszint feletti magasságuk 210 és 1700 méter között váltakozik. A teljes védett övezet eredetileg háromszáz négyzetkilométert foglalt el, majd 2011-ben a helyszínt öt újabb, Németországban található bükkerdővel egészítették ki. A következő kiterjesztés óta, 2017-től a helyszínhez tartoznak mediterrán területek, az Alpok, a Dinári-hegység és a Pireneusok ősbükkösei is. Az utolsó, 2021-es kiterjesztés során bosznia-hercegovinai, csehországi, észak-macedóniai, franciaországi, lengyelországi és svájci bükkösök kerültek a világörökségi listára. Az ősbükkösöben találhatók a világ legmagasabb és legöregebb bükkfái, és megfigyelhető a bükkerdők fejlődésének valamennyi fázisa. A Kárpátokban őshonos bükkfa a Dinári-hegység mellett csak ezeken a területeken vészelte át a jégkorszakot, majd egy rövid, néhány ezer éves időszak alatt elterjedt az egész kontinensen. Az őserdők a bükkfák felbecsülhetetlen értékű genetikai tárházai. A fák mellett található ökoszisztéma magán viseli a jégkorszak utáni élővilág valamennyi jellegzetességét, gazdag növény és állatvilágnak, köztük több védett fajnak nyújt életteret. |                                             |

| | Európa nagy fürdővárosai |
| Ausztria, Belgium, Csehország, az Egyesült Királyság, Franciaország, Németország, Olaszország közös világörökségi helyszíne |                          |
| Felvétel: 2021 |                          |
| Kulturális (II) (III) |                          |
| Hivatkozás: 1613, védett terület: 7014 ha, pufferzóna: 11 319 ha |                          |
| A világörökségi helyszínhez összesen tizenegy fürdőváros tartozik, amelyek hét országban találhatók: Baden bei Wien (Ausztria), Spa (Belgium), Františkovy Lázně, Karlovy Vary és Mariánské Lázně (Csehország), Vichy (Franciaország), Bad Ems, Baden-Baden és Bad Kissingen (Németország), Montecatini Terme (Olaszország) és Bath (Egyesült Királyság). Mindegyik fürdőváros nagy ásványtartalmú és vízhozamú forrás(ok) körül épült ki, városképüket meghatározza a 19. század elejétől fellendülő és az 1930-as évekig folyamatosan fejlődő európai fürdőkultúra. A források közelébe terápiás célra hasznosított épületeket, nagyméretű szállodákat, szivattyúállomásokat, ivótermeket, medencéket építettek, a vizet összetett rendszereken keresztül (pl. alagutak segítségével) vezették el. Kiegészítő és rekreációs célra kerteket hoztak létre, kaszinókat, színházakat, villákat, találkozóhelyeket építettek, valamint kialakították a fürdők üzemeltetéséhez szükséges infrastruktúrát is. A fürdőközpontok létrehozásakor ügyeltek arra is, hogy az épületegyüttesek harmonikusan illeszkedjenek a városképbe és a környező tájba. A fürdővárosok az orvostudomány, más természettudományok, valamint a balneológia fejlődésének és egymással való szorosabb kapcsolatának bizonyítékai és fontos helyszínei. |                          |

| | Jóakarat-kolóniák |
| Belgium és Hollandia közös világörökségi helyszíne |                   |
| Felvétel: 2021 |                   |
| Kulturális (II) (IV) |                   |
| Hivatkozás: 1555, védett terület: 2012 ha |                   |
| A két ország közös világörökségi helyszíne négy részből áll, ezek kultúrtájak és a hozzájuk tartozó kolóniák, amelyből egy Belgium és három Hollandia területére található. A kolóniákat egy 19. századi szociális reformkísérlet keretében hozták létre, amelynek az volt a célja, hogy távoli helyeken alapított mezőgazdasági telepekkel enyhítsék a városi szegénységet. Legkorábban, 1818-ban a hollandiai Frederiksoord telepet hozták létre és itt volt a Jóakarat-társaság központja is, egy olyan egyesületé amelynek célja a szegénység enyhítése volt országos szinten. A másik három kolónia Wilhelminaoord és Veenhuizen volt Hollandiában és Wortel Belgiumban. Mivel a kolóniák kis földterületei nem termeltek elég profitot a társaság másfajta bevételi forrásokat keresett. Felvette a kapcsolatot az állammal, és kezdetben árvákat majd koldusokat és csavargókat telepítettek a helyszínekre, ami úgynevezett „nem szabad” kolóniát eredményezett mint például Veenhuizen ahol központosított földművelést folytattak őrök felügyelete alatt. A telepek kialakításakor szabályos alaprajzot követtek, főbb épületeik a lakóházak, a mezőgazdasági épületek, templomok és középületek voltak. A 19. század közepén Hollandiában több mint 11 ezer ember élt ilyen kolóniákon, Belgiumban a legnagyobb lélekszám 6000 körül volt 1910-ben. |                   |

| | Az első világháború temetői és emlékhelyei |
| Belgium és Franciaország közös világörökségi helyszíne |                                            |
| Felvétel: 2023 |                                            |
| Kulturális (III)(IV)(VI) |                                            |
| Hivatkozás: 1567 |                                            |
| A Belgium és Franciaország határán átnyúló világörökségi helyszín az első világháború nyugati frontja mellett kialakított emlékhelyekből áll. A területen a német és a szövetséges erők között folyt a harc 1914 és 1918 között. Az Észak-Belgium és Kelet-Franciaország között található emlékhelyek között megtalálhatók nagyméretű temetők, ahol több tízezer különböző nemzetiségű katona nyugszik, kisebb, egyszerűbb kialakítású temetők, valamint egyes személyek részére külön felállított emlékművek is. A helyszínhez tartozó temetők több csoportra oszthatók, vannak köztük hagyományos katonai temetők, harctéri temetők és kórházakhoz köthető temetők gyakran emlékművekkel kombinálva. |                                            |

## Javasolt helyszínek
| Megnevezés                                   | Kép | Típus      | Kritérium       | Év   | Link |
| -------------------------------------------- | --- | ---------- | --------------- | ---- | ---- |
| Neandervölgyi ősember lelőhelyek Vallóniában |     | Kulturális | III, VI         | 2019 | 6398 |
| Notre-Dame à La Rose-kórház, Lessines        |     | Kulturális | III, IV         | 2019 | 6399 |
| Hoge Kempen ipari táj                        |     | Vegyes     | IV, VI, VIII    | 2011 | 5623 |
| Szent Hubert Királyi Galériák                |     | Kulturális | II, IV          | 2008 | 5355 |
| Henry van de Velde munkássága                |     | Kulturális | I, II           | 2008 | 5356 |
| A brüsszeli Igazságügyi Palota               |     | Kulturális | I               | 2008 | 5357 |
| Hohes Venn                                   |     | Kulturális | V               | 2008 | 5358 |
| A Bavay és Tongeren közötti római út         |     | Kulturális | III, IV         | 2008 | 5359 |
| A liège-i Hercegpüspöki Palota               |     | Kulturális | II, III         | 2008 | 5361 |
| A waterlooi csatatér                         |     | Kulturális | II, III, VI     | 2008 | 5362 |
| Waterlooi csata panorámaképe                 |     | Kulturális | I, II, IV, VI   | 2008 | 5364 |
| A Maas menti citadellák                      |     | Kulturális | II              | 2008 | 5365 |
| Gent történelmi központja                    |     | Kulturális | II, IV          | 2002 | 856  |
| Antwerpen történelmi központja               |     | Kulturális | II, IV, VI      | 2002 | 857  |
| Leuveni Katolikus Egyetem                    |     | Kulturális | II, III, IV, VI | 2002 | 1712 |